# Canciones para conversar con la muerte
Canciones para conversar con la muerte es el primer álbum como solista del músico chileno Pablo Ilabaca, exguitarrista de Chancho en Piedra y actual compositor de 31 minutos. Ilabaca tenía en mente el proyecto desde 2013, anunciándolo en presentaciones junto al track Teniente 1945, pero fue hasta 2021 que el disco se concretó. El disco salió en formato vinilo como preventa el 1 de junio de 2021. Junto a la preordenación del vinilo, llegaba también un link de descarga virtual para escuchar el disco. Salió en plataformas el 9 de julio de 2021.
Respecto a la temática de su primer álbum, Ilabaca señaló que “es un rollo súper importante que tengo. Siempre he tenido relación, de alguna u otra forma, con la muerte. Más allá de la muerte de personas que uno quiere, con sensaciones que me pasaban cuando niño”. En ese sentido, apuntó a que su trabajo “es un homenaje, y también, conectarme con ese sentir “. “Siempre nos acostumbraron a que la muerte es mala, o que dejar de existir, también, era muy malo, pero nadie lo sabe. Con este disco quiero plantear el tema”, agregó.
La carátula es una fotografía de Pablo con ojos del juego de mesa de los años 30 The Physog Family Game. El single de Mi Viejo tiene una estética similar, siendo la misma fotografía de Pablo, pero editada para que se vea aún más viejo.

## Contenido
El disco está compuesto de 10 temas, de los cuales uno es un cover de la canción "Mi viejo", del cantante de los 70’s Piero, y otro una adaptación del tema "El Guarisnaque" de Los Caporales. Incluye dos instrumentales y una reversión de un tema de Chancho en Piedra del álbum El tinto elemento.

## Lista de canciones
Todas las canciones escritas y compuestas por Pablo Ilabaca, excepto Mi viejo y "El Guarisnaque". 
| Canciones para conversar con la muerte |                                                                       |          |  |
| N.º                                    | Título                                                                | Duración |  |
| 1.                                     | «Teniente 1945»                                                       | 3:11     |  |
| 2.                                     | «Mi viejo» (Cover de Piero)                                           | 4:13     |  |
| 3.                                     | «The morning after»                                                   | 4:03     |  |
| 4.                                     | «Casimiro Vico, pésimo actor» (Instrumental)                          | 3:29     |  |
| 5.                                     | «Todo el mundo querrá partir» (Versión original en Chancho en Piedra) | 3:21     |  |
| 6.                                     | «Libertad para ti, libertad para mí»                                  | 3:43     |  |
| 7.                                     | «En el melonal»                                                       | 3:36     |  |
| 8.                                     | «Pálida noche nocturna»                                               | 3:44     |  |
| 9.                                     | «El guarisnaque» (Cover de Los Caporales)                             | 2:48     |  |
| 10.                                    | «Tonada para una guagüita recién nacida» (Instrumental)               | 3:31     |  |
| 35:45                                  |                                                                       |          |  |

Versión vinilo

Todas las canciones escritas y compuestas por Pablo Ilabaca, excepto track 2 y track 9. 
| Lado A |                                          |          |  |
| N.º    | Título                                   | Duración |  |
| 1.     | «Teniente 1945»                          | 3:11     |  |
| 2.     | «Mi Viejo»                               | 4:13     |  |
| 3.     | «Libertad para ti, libertad para mí»     | 3:43     |  |
| 4.     | «The morning after»                      | 4:03     |  |
| 5.     | «Tonada para una guagüita recién nacida» | 3:31     |  |
| 18:43  |                                          |          |  |

| Lado B |                               |          |  |
| N.º    | Título                        | Duración |  |
| 1.     | «Todo el mundo querrá partir» | 3:21     |  |
| 2.     | «En el melonal»               | 3:36     |  |
| 3.     | «Pálida forma nocturna»       | 3:44     |  |
| 4.     | «El guarisnaque»              | 2:48     |  |
| 5.     | «Casimiro Vico, pésimo actor» | 3:29     |  |
| 17:00  |                               |          |  |

## Sencillos
El primer sencillo fue "Mi viejo", un cover del cantante Piero. Según declaró Ilabaca para ADN Chile, “Decidí incluir la canción en el disco, porque encontré que era un buen aliado para el batallón de canciones que estaba preparando“, contó sobre el primer single. El segundo single fue "Pálida forma nocturna", mientras que el tercero fue "Teniente 1945", que además contó con un videoclip protagonizado por el actor, director y coreógrafo chileno Vicente Ruiz.

## Créditos
- Todas las canciones compuestas por Pablo Ilabaca, excepto track 2 y track 9.
- Felipe Ilabaca: Bajo y voz en el track 9.
- Javiera Vinot: Voz en el track 6, 7, y 8.
- Titae: Bajo en el track 8.
- Grabación de Estudio por Claudio Becerra en La Salitrera, Claudius Rieth en Estudios Triana, Guido Nisenson en Estudio 101 y Martín Benavides en América Media Records.
- Grabación de Overdubs y Multi Instrumentos por Martín Benavides en América Media Records.
- Mezclado por Matías Astudillo en Espaciotiempo Estudio (tracks 2, 3, 4, 5, 6, 8, 9, 10)
- Mezclado por Guido Nisenson en Estudio 101 (tracks 1, 7)
- Pre-mezclado por Claudius Rieth (tracks 2, 10) y Martín Benavides (tracks 2, 3, 4, 5, 6, 7, 9, 10)
- Masterizado por Chalo González en G Masters, Santiago de Chile, excepto track 2 por Jordi Gil en Sputnik Records, Sevilla, España.
- Producido por Martín Benavides y Pablo Ilabaca, excepto tracks 1 y 7 por Guido Nisenson y Pablo Ilabaca.
- Carátula del disco y del single “Mi viejo” por Piedad Rivadeneira.